# Бургаска корабостроителница
Бургаска корабостроителница е предприятие за производство на морски плавателни съдове в България.

## Съоръжения
- Зона за съхранение на стомана
- Линия за предварителна обработка на стоманата
- Цех за предварителна изработка на стоманата
- Цех за събиране на стоманата
- Котвени места в корабния завод (4 x 16 тонови кранове)
- Странично плъзване по релси
- Стоянки за ремонт на кораби (2 x 16 тонови кранове)
- Флангов кей

## Построени кораби
В Бургас се произвеждат кораби до 25 000 тона.